# Kalhoty

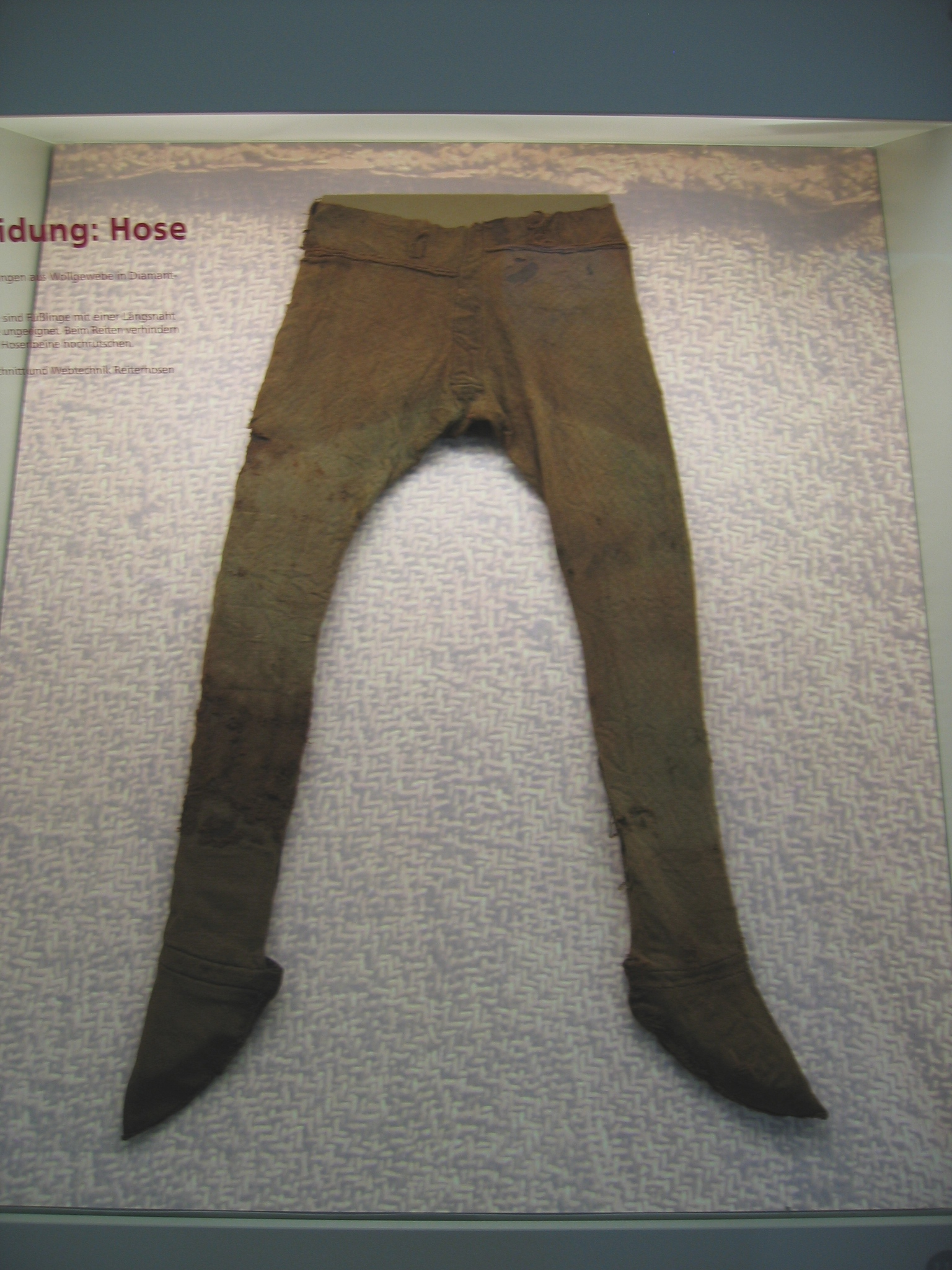
Germánské kalhoty ze 4. století nalezené v Thorsberské bažině
(Thorsberger Moor), Šlesvicko-Holštýnsko, Německo

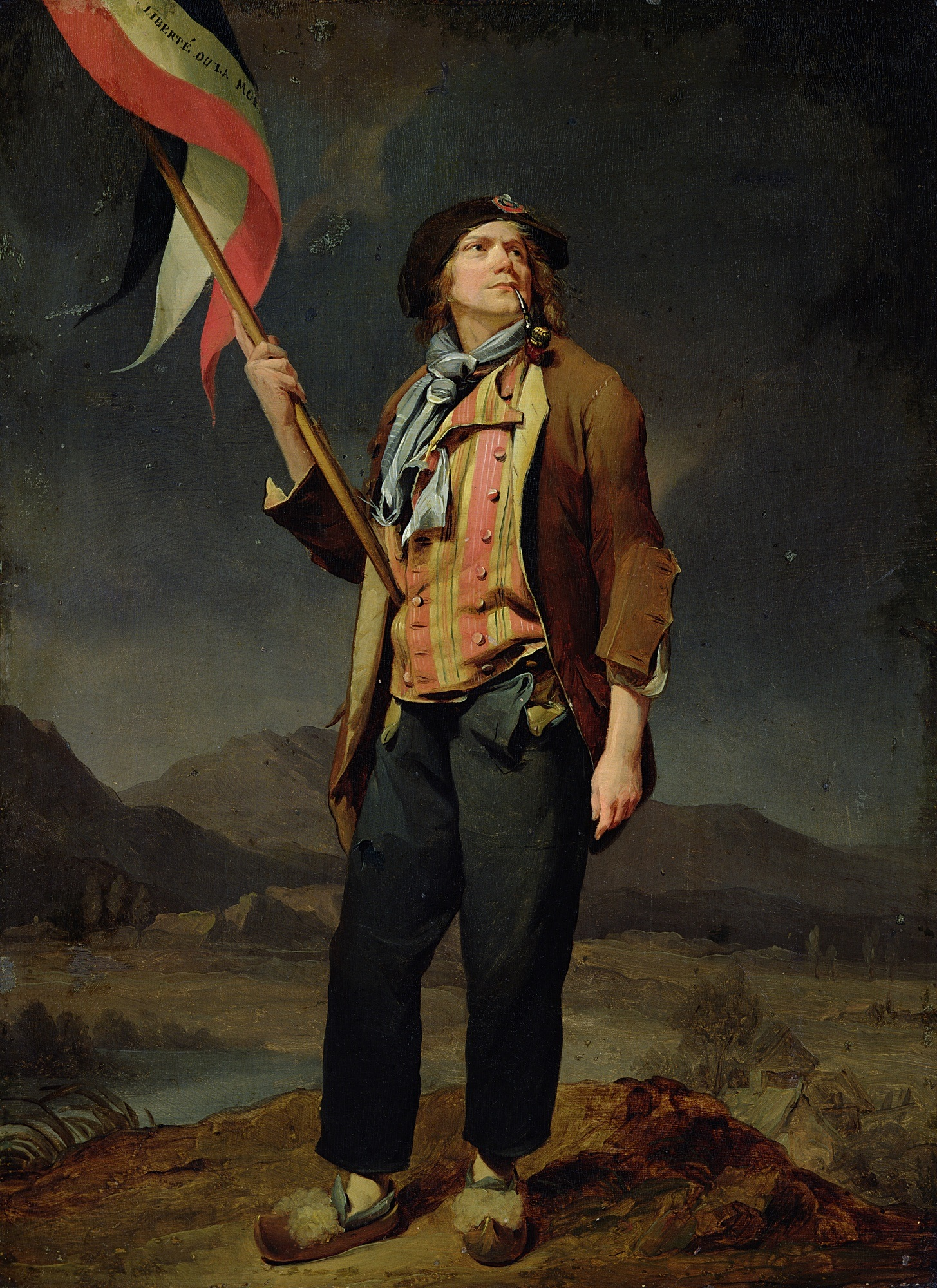
Používání kalhot ve Francii v letech Velké francouzské revoluce: Sansculot od Louis-Léopolda Boillyho

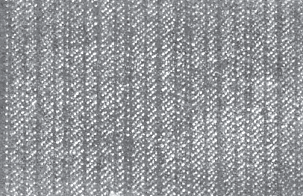
Kalhotová tkanina z česané vlny (asi z roku 1915)

Kalhoty jsou částí oblečení na spodní část těla obvykle od pasu (někdy od boků) ke kotníkům (mohou být i kratší - např. tzv. capri, případně sahat až pod chodidlo - kaliopky), která kryje obě nohy odděleně.

## Typy kalhot
Kalhoty jsou oblékány až k bokům a pasu, mohou držet samovolně nebo být staženy páskem přes pas nebo mohou být drženy kšandami.
- Krátké kalhoty – lidově zvané též „kraťasy“ nebo šortky, zakrývají stehna jen z části
- Sportovní kalhoty – speciální druhy kalhot se používají i pro některé druhy sportu, např. na golf se používají tzv. „golfky“, na jezdecké sporty „rajtky“.
- Legíny - vyrobeny z pružné látky (např. bavlny nebo polyamidu s lycrou), nohy přiléhavě obepínají
- Chino kalhoty
- kožené kalhoty
- cargo kalhoty
- lacláče - kšandy s předním dílem jsou jejich pevnou součástí
- tepláky - pro sport a rekreaci

## Střihy kalhot
- Rovný střih (Straight Fit) – kalhoty rovného střihu nohavice nejsou obtažené, ale ani zbytečně volné.
- Zeštíhlující střih (Slim Fit) – kalhoty s úzkým, rovným střihem nohavic.
- Skinny střih – kalhoty s velmi úzkými nohavicemi, které obepínají kůži. Tento střih opticky prodlužuje postavu.
- Boot cut střih – kalhoty s nohavicemi, které se pod koleny mírně rozšiřují. Díky tomu padnou každému typu postavy.

## Terminologie
Slovo kalhoty (slangově kaťata, gatě) se začalo šířit od 16. století a pochází z italského caligote, tehdy vznikly české kalioty, galihoty a kalihoty. Slezské pojmenování galaty či galety pochází z francouzského culotte. Dříve se kalhoty označovaly slovem poctivice, dnes se nazývají ovšem nářečně také gatě nebo kaťata, toto slovo pochází ze staroslověnského slova hacě nebo hácě, toto slovo znamenalo něco jako krátké spodní kalhoty.
Poznámka: Jen málo českých slov se rozšířilo tak jako slovo kalhoty. V šedesátých letech byly do bývalého Sovětského svazu vyváženy punčocháče. Díky „české“ ruštině pracovníka zahraničního obchodu byl název zboží „punčochové kalhotky“ převeden do ruštiny jako „kolgotky“ (колготки) a v ruštině se prosadil.

## Historie
Nejstarší doklady o používání kalhot lze nalézt u kočovných euroasijských nomádů jako byli íránští Skythové, Sarmati, Dákové nebo Achaimenovští Peršané. Ve starověké Číně oblékali kalhoty jen vojáci.
Významným etnikem, u kterého je prokázané používání kalhot, jsou Galové (Keltové). Dokladem může být, že Římané Zaalpskou Galii neoficiálně označovali jako Gallia Bracata („kalhotová“), podle tradičních dlouhých kalhot místních obyvatel. Kolem roku 750 př. n. l. začíná pravděpodobně právě od Keltů pronikat používání dlouhých kalhot ke kotníkům ke germánským národům. Římané a Řekové ale galské a germánské kalhoty odmítali jako nekulturní a barbarské. Když se na konci 4. stol. n. l. začaly v Římě kalhoty prosazovat prostřednictvím vojáků v římských legiích, byl dokonce vydán císařský dekret, který je zakazoval.
Ačkoliv je tedy evropská kultura silně ovlivněna svými románskými kořeny, kalhoty tato civilizace přejala od „barbarů“.